# 打刀
打刀（うちがたな）は、日本刀の一種。

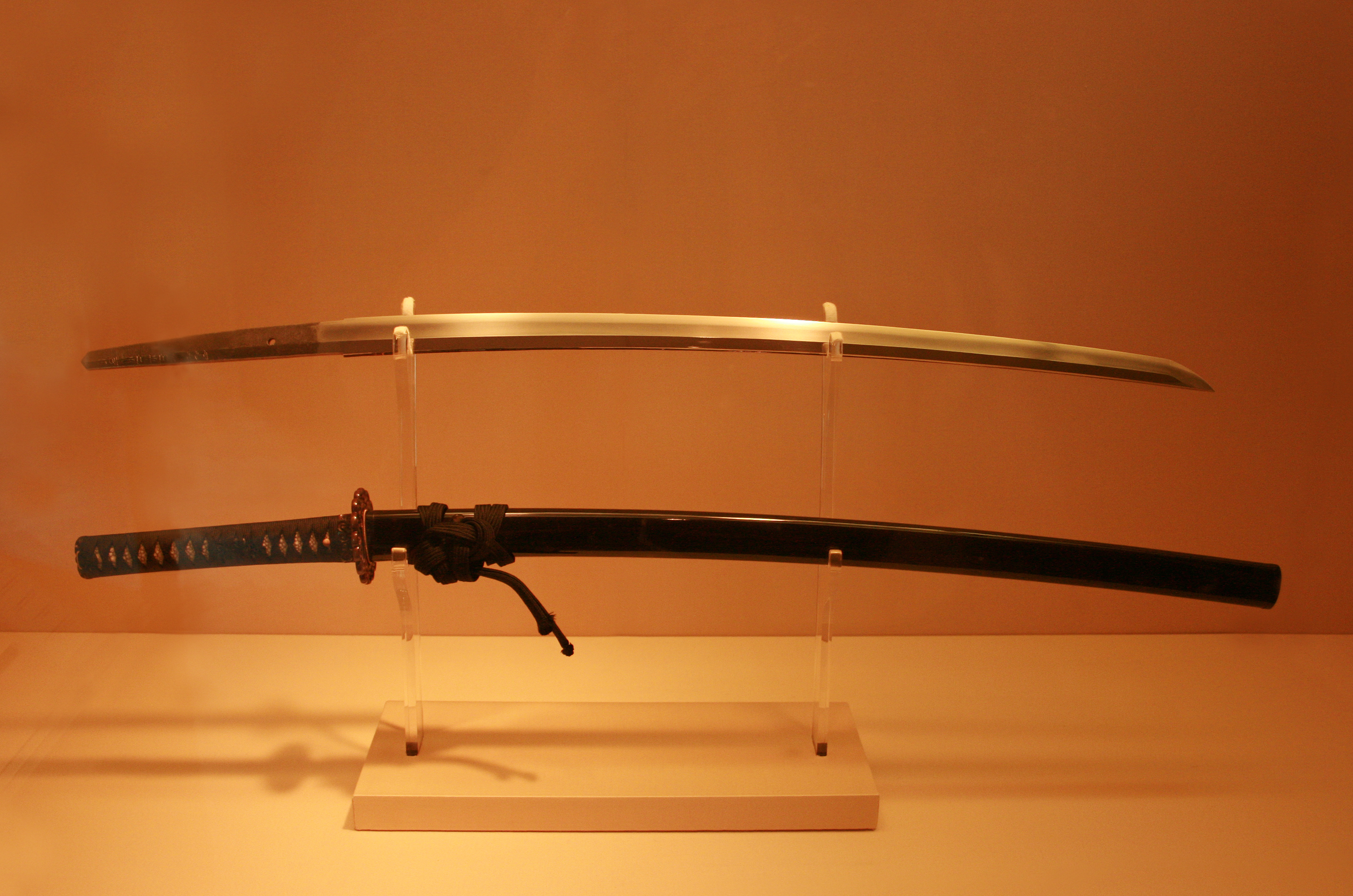
打刀の刀身と拵え。

徒戦向けに作られ、室町時代後期より、それまでの太刀に代わり武士が用いる刀剣の主流となった。
戦国時代までは治安の悪さから、主に喧嘩や強盗の凶器、及び護身用などの日常生活上の闘争で使用され、武士以外の人々も荒事に備えて帯刀していた。また合戦や決闘でも使用されることもあった。
代表的な日本刀の形式である、太刀との外見上の見分けがつきにくいが、打刀は腰の帯に差し、通常は刃を上に向けて帯刀した（太刀とは逆）。
接近した相手に対して素早く鞘から抜き、切りつけるまでの連続動作が可能となった。
打刀は平安時代の末期には成立していたが、どちらかといえば武士ではなく主に下卒が携帯する物だった。室町時代中期あたりからは武士身分でも打刀を携帯する者が増加し、戦国時代までには日本刀の主流となった。以降は「刀」というと打刀を指す場合が多い。打刀は普及していくにつれ、その刃長は伸長していったが、その過程の中で刃長の短い打刀は脇差として、打刀から分化した。
正座の時には鐺（こじり）が床に当たらないように気を配る必要があった。もしくは外す必要があった。

## 歴史

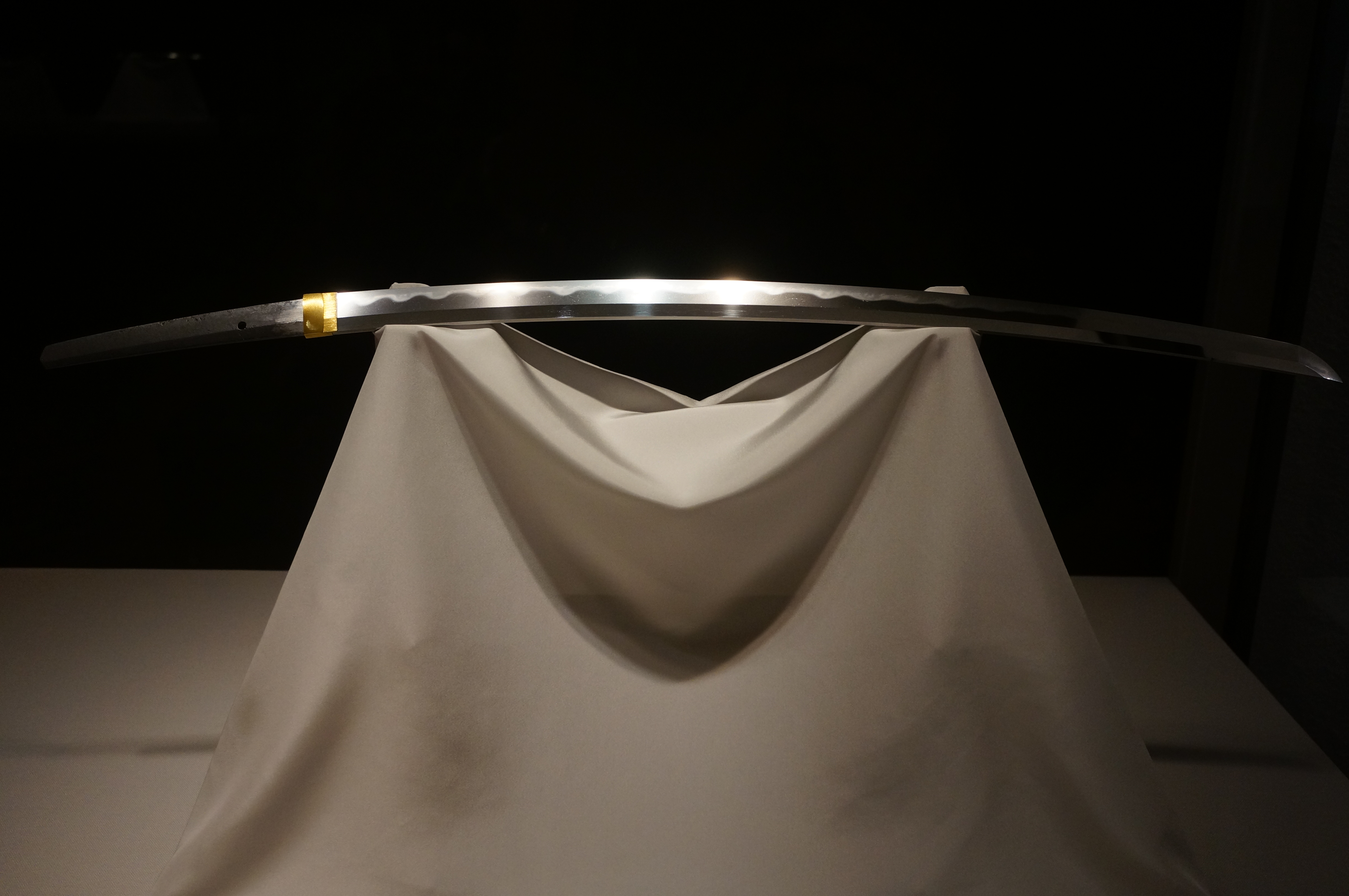
刀 石田正宗、正宗作、14世紀、鎌倉時代、重要文化財、東京国立博物館蔵（後世に太刀から刀に磨上げられた作）

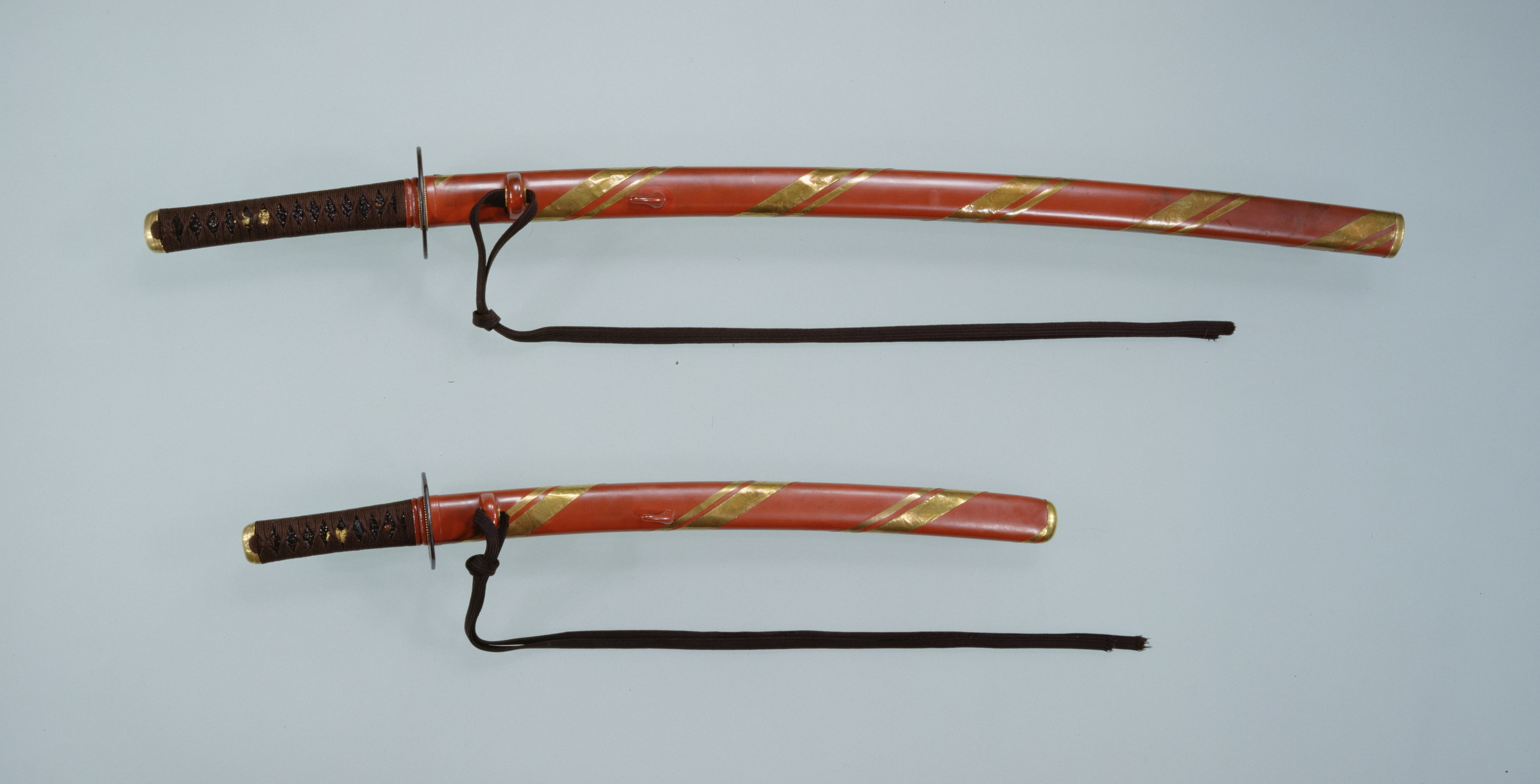
朱漆金蛭巻大小、16世紀、安土桃山時代、重要文化財、東京国立博物館蔵。豊臣秀吉が所有していた。

打刀の初見は、1107年(嘉承2年)ごろに書かれたといわれる『頼源解』であり、『伴大納言絵巻』下巻の検非違使の下部にも描かれ、宮城、中尊寺の藤原清衡の棺の上に置かれていた「悪路王の大刀」も打刀の刀身とみられている。打刀は12世紀に成立したが、遺品が急増するのは応永年間である。
その原型は上位の騎馬武者に付き従う下位の徒歩武者が薙刀と共に装備した刺刀とされており、通常の短刀とは違い、鍔が付属したため鍔刀とも呼ばれた。
（打刀の成立時期には諸説あり、南北朝時代に出現したという説もある）。
南北朝時代あたりまでは短刀と同じく平造りが主流だったが、それ以降は太刀と同じ鎬造りとなる。

平安時代のころより太刀は強盗や日常的な喧嘩の道具であり、襲撃者に備えて就寝時に枕元に置く習慣もあったが、室町時代中期以降、徐々に太刀が打刀に取って代わられていくも、打刀がその役割を受け継いだ。（中世の社会は現代とは異なり、戦争や抗争でない平時においても殺人が横行しており、日常的な風景の一つであった。）
武士の刀の主流がそれまでの太刀から打刀に移行していったのは、戦場における戦闘形態が弓を使った武士同士の騎射戦中心から大量動員された足軽の大集団による徒歩戦に移行していったからであり、本格的に主流となったのは応仁の乱以降の室町時代後期や戦国時代であった。この時代には大量に動員された徒歩の足軽が槍や火縄銃で武装したため、戦場においては薙刀が廃れて槍に取って代わり、弓と火縄銃が混用されるようになり、太刀より軽量で携行しやすい打刀が主流になっていった。
そして安土桃山時代の豊臣政権の刀狩りを経て、江戸時代の徳川幕府の誕生により、完全に打刀と脇差の大小2本差の同時携帯は武士の正装（身分標識）となる。それまでは理念上の武士の象徴は弓箭（きゅうせん）であり、「弓馬の道」に秀でることが理想とされたが、以降は刀剣が武士の象徴となり、剣術を優先して学ぶようになった。
刀狩りにより武士階層以外の帯刀は規制されたが、江戸時代になっても民衆は打刀や脇差を所有しており、村同士の諍いで凶器として使用されることもあった。
最も活躍したのは都市部での小規模な戦闘が多発した幕末の動乱時期であるという説がある。

## 打刀の差し方

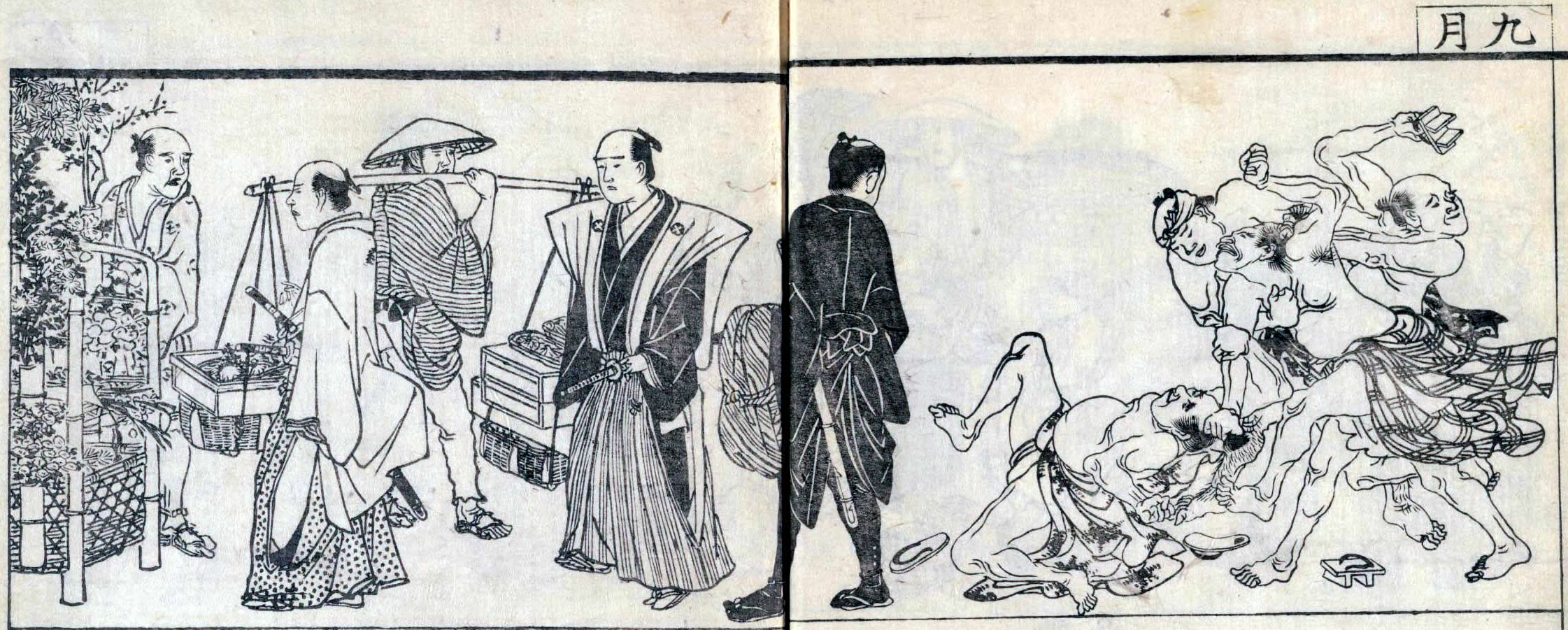
町を行く江戸時代の武士たち。左の武士は落とし差し。右の武士は閂差し（もしくは素早く刀を抜けよう左手で握り鐺も上げている）。

- 落とし差し：鞘を斜め下に下げて帯に差す。刀を抜く際は、柄頭を右手で押し下げ、左手で鯉口付近を握り、鞘・鐺（こじり）を上げながら行った。江戸時代は落とし差しが多くの武士で通常となった（泰平の世を迎えて素早く刀を抜く必要が薄れ、前後のスペースを節約できるため）。

- 閂差し(かんぬきざし)：鞘が地面と平行になるように（鐺が下がらずに）帯に差す。素早く刀を抜ける差し方。

- 天神差し：乗馬の際の差し方で、太刀のように刃を下にして刀の鞘が上に反るようにし、鐺（こじり）が馬の体に当たらないようにした[17]。

## 刃と銘の向き

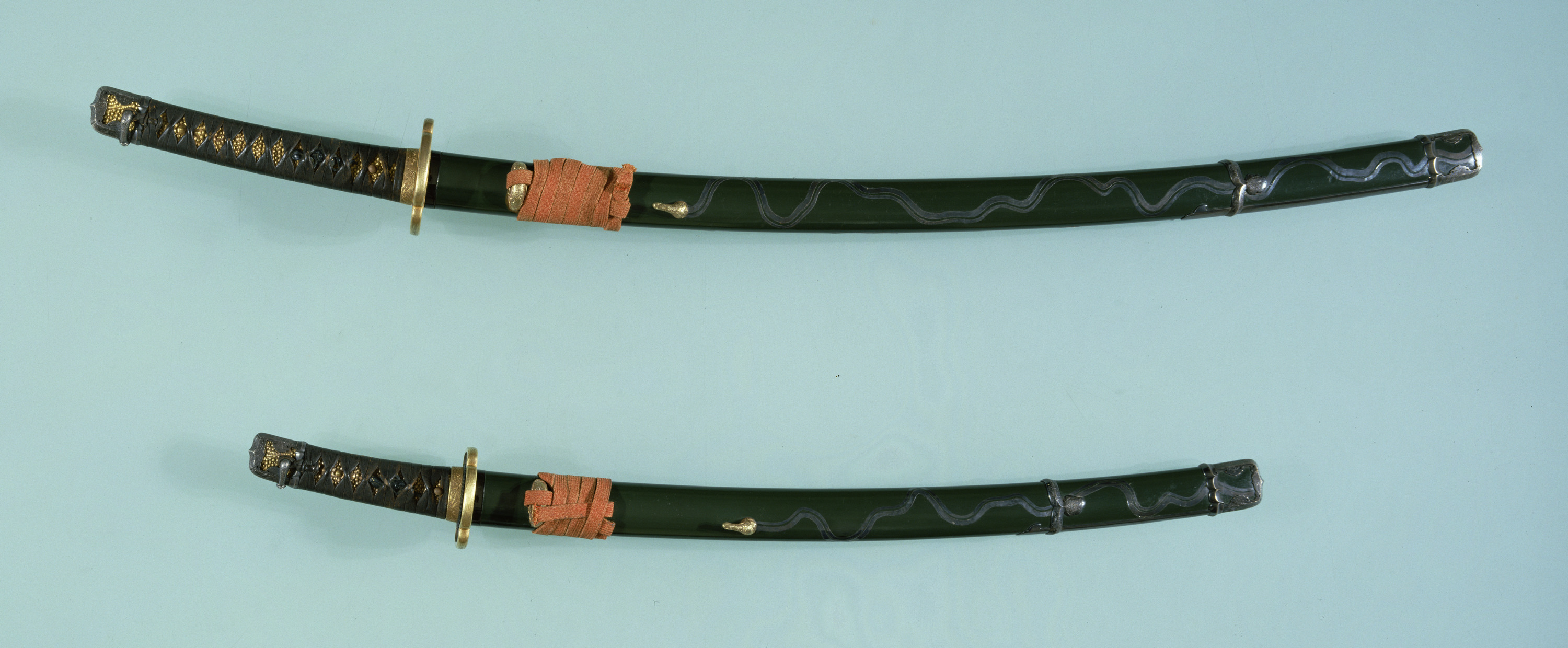
青漆銀流水文半太刀大小 16－17世紀、安土桃山か江戸時代、東京国立博物館蔵

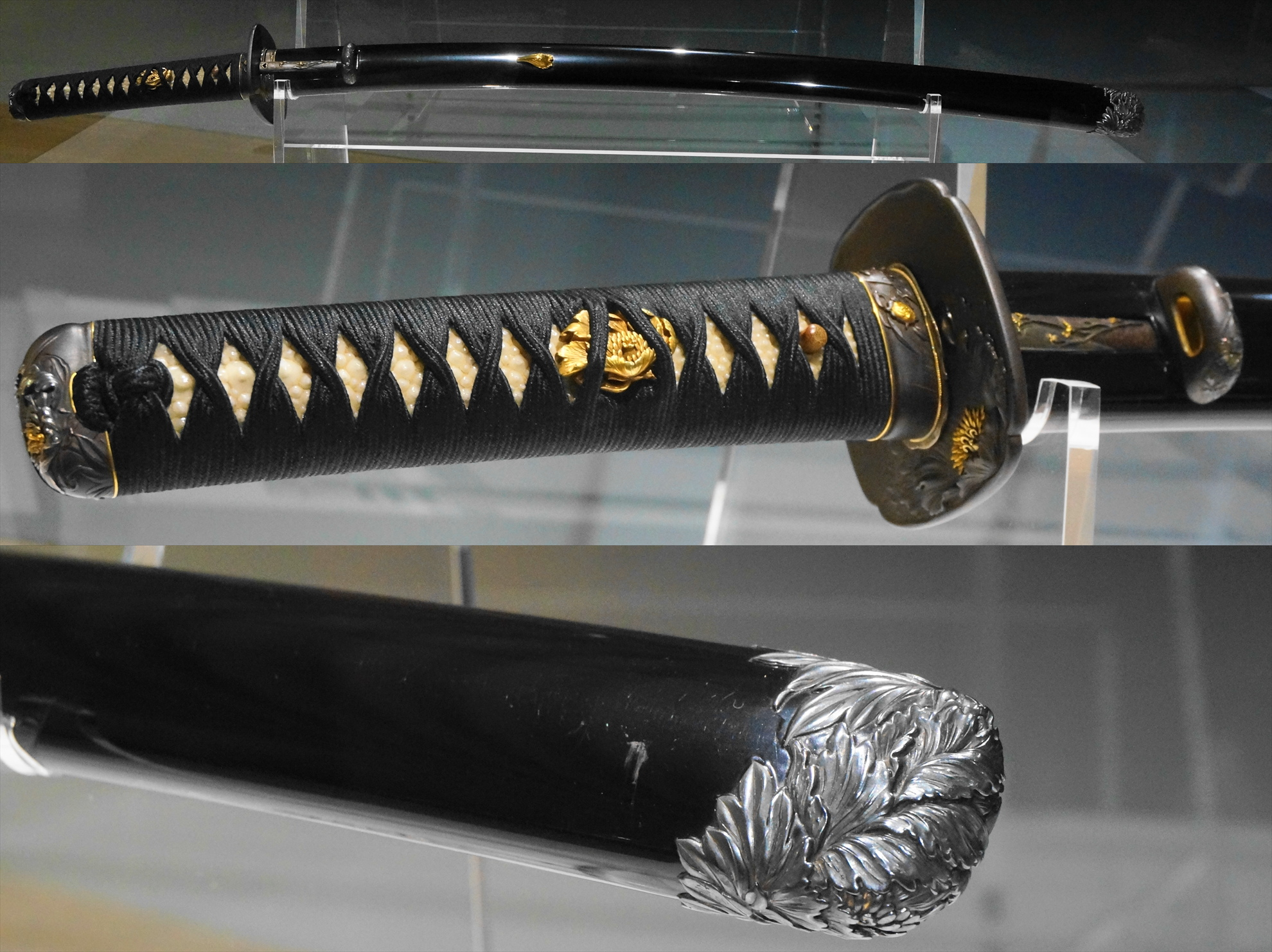
蝋色塗鞘打刀拵／牡丹図鐔／牡丹図揃金具 加納夏雄作、19世紀の江戸か明治時代、ボストン美術館蔵

太刀は刃を下へ向けて、鞘に付けられている足緒（あしお）と呼ばれる部品に太刀緒（たちお）を通して腰に吊り下げる。これを佩（は）くという。
- 甲冑を着けた時にも同様に腰に吊り下げた。

これに対し打刀は、腰の帯に刃を上向きに差し、徒士戦で、即座に鞘から抜いて切りつけられるようにした。これを帯刀する（帯びる）という。
そのため打刀の銘は左に切られており、飾るときも刃を上にして銘がある「指表（さしおもて）」を見せるようにする。ただし、室町時代後期から江戸時代初期にかけては、反太刀や天神差しといって太刀と同様に刃を下に帯刀することもあった。
太刀と打刀（刀）の分かりやすい簡単な見分け方として、刃を上にして左腰に差したとき茎の銘が外向きに刻まれている場合は、おおむね打刀である。しかし、幕末期の新々刀時代の日本刀はこれに準じないものもあり、備中国青江派の刀工のように裏銘を切る場合があるなど、例外も多々あるため、必ずこうなっているというわけではない。由緒のある刀は、磨上げ（すりあげ）て体配的には「打刀」となっている太刀でも、「式正の刀」（太刀）であることを示すために、後世の鑑定家により、「太刀銘」が切ってあることが多い（長谷部国重：圧切（へし切長谷部）、正宗：中務（なかつかさ）正宗、いずれも国宝）。復古的な精神の漲っていた、幕末期の新々刀の「太刀銘」も同様の理由による。

## 使用法
打刀は太刀と短刀の中間の様式を持つ刀剣であり、太刀と同じく「打つ」という機能を持った斬撃主体の刀剣である。反りは「京反り」といって、刀身中央でもっとも反った形で、腰に直接帯びたときに抜きやすい反り方である。長さも当時の成人男性の腕の長さに合わせたものであり、やはり抜きやすいように工夫されている。
日常では中世の日本人は激高しやすく、飲酒などの要素が混じることで暴力沙汰に発展したが、都市部ではかぶき者や酔っ払いなどによる刃傷沙汰は珍しくなく、鞘に入れた状態で安全に携行できる護身用の装備として最適であった。
合戦では（特に雑兵が所持していた打刀は粗悪品であったため）手足を狙って切りつけることが推奨されていた。その他、戦国時代末期から江戸初期の合戦の戦訓をまとめた下級兵士向けの兵法書である『雑兵物語』では、咄嗟の際に片手で抜くことを考慮して、鞘に返角を必ず設けることや打刀の中でも反りのないものは鎧を着る前に腰に差しておく事が推奨されている。
物を切る際に刀身を手前に引いて切るのは、後世の演劇によって広まった誤解である。
日本の剣術は打刀や脇差の使用を中心とした剣術である。二刀流や甲冑着用の場合を除き、一刀で攻防を行う都合から、一度でも受けに回ると防戦一方に陥りやすく、かなり不利になるため、日本剣術では「受けのための受け」を消極的に考える傾向がある。そのため、相手の刀を受ける場合は突くように受けるか、刀身の破損を恐れず刃先で受け止めつつ、柄頭で相手の顔面を打突したり、股間を蹴り上げたりするなど、受けながら攻撃を行う受け方が重視されたが、どちらかといえば刀身の構造を生かして受け流すのが理想だった。
打刀や太刀は、鉈や手斧に近い性質を持つ刃物であり、乱暴な扱いに耐えられるよう耐久性が重視され、その刃先も鉈や手斧と同じものであることが好ましかった。しかし、江戸時代頃からは戦乱が終わり、乱闘などの日常的な闘争も減ったため、包丁や鎌のような鋭利な切れ味が求められるようになった。

## 刃長
刃渡りは室町時代前半までは約40cmから50cmであり、室町時代後半からは60cm（約2尺）以上の長寸のものが現れだした。それと同時に打刀と短めの打刀(脇差）の同時携帯が身分・階層問わず流行し、帯刀が身分不問で成人男子の象徴になっていった。室町時代が平均2尺3寸5分程度、太閤刀狩以降は2尺3寸3分以下（それ以前に作られたものは磨上げられた）であった。
江戸時代には持ち主によって許可される長さが変わり、帯刀許可者及び武芸者・剣術修行者は徳川家光の代までは2尺3寸以下・徳川家綱以降は2尺2寸8分以下となった。それ以外の階級が許可を得て帯刀する場合（逮捕吏、神職及び祭祀職・神人・祭祀時の扮装役、虚無僧、大関以上の力士、芸能・大道芸興行者、公家貴族衆、槍持ちなど武家奉公人、その他武官や警備職など特別身分帯刀許可など）2尺2寸3分迄とされた。天下泰平の世である江戸期の作刀には美観を旨とした刀が流行したため焼き戻し処理がさほどされず硬度はあるが粘りがないために水試しや堅物試しといった荒試しで折れた事例もある。
幕末期になると実用的で丈夫な刀が求められ、尊王攘夷派の志士の間で勤皇刀や勤王拵と呼ばれる3尺前後で反りが少ない長寸の打刀が流行し、佐幕派も対抗として長大な刀を使うようになった。美術刀剣商の間では作刀時期から新々刀、太刀のような大振りでより粘りのある作りであることから復古刀と分類される。
重さは700 - 1,400g前後である。

## 磨上げ

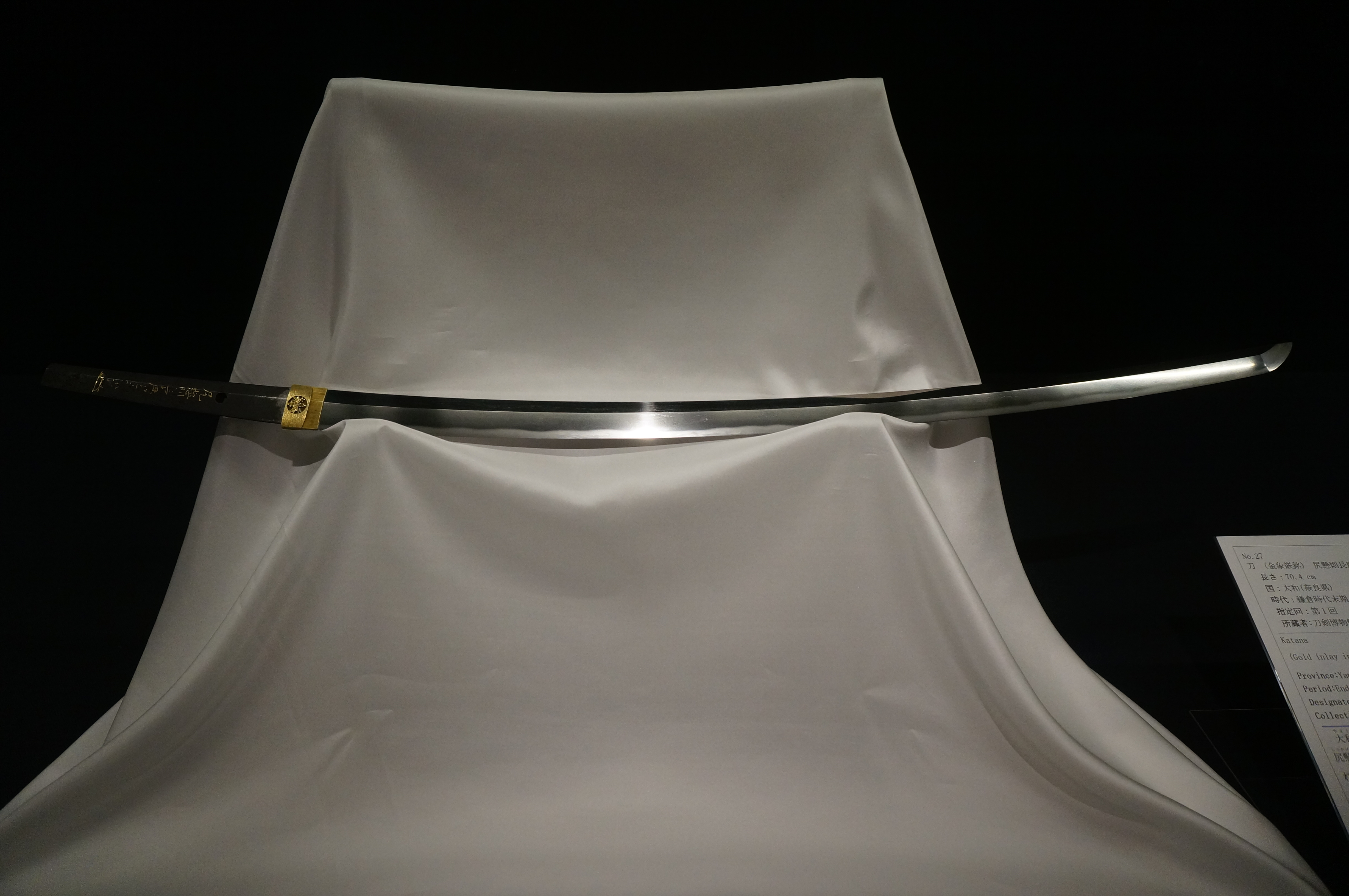
刀（金象嵌銘） 尻懸則長磨上之 本阿（花押）（光室）、鎌倉時代末期の太刀を磨上げた刀、刀剣博物館蔵、特別重要刀剣指定第1号の作。

戦闘形態の変化や、時の政権の長さ規制を受けて、室町時代以降、古来の長い太刀の茎を切り詰めて根元部の刃を潰し落として打刀に転用したり、同様の方法で打刀の長さを短縮する「磨上げ（すりあげ）」が行われた。この結果、銘や目釘穴が改めて穿たれ茎の見栄えが悪くなったり銘が途切れたり磨り減って消えかけた古刀が続出した。先祖代々伝家の宝刀及び重代の名刀等は一部許容されたが、柄を少し長くして刃を磨り上げずにそのまま茎として柄中に埋め磨り上げたように見せかける、蔵や壁・柱あるいは土中などに防・耐腐食処理（蝋などの脂で覆い固め、白鞘ごと油紙で包んで菰などに何重にも巻く）をして一時的に隠すなどの手段で磨上げを回避することもあった。
切先側から詰めて新たに切っ先を作る形で磨り上げたものを「薩摩上げ（さつまあげ）」と呼ぶ。

## 江戸時代の所持規制

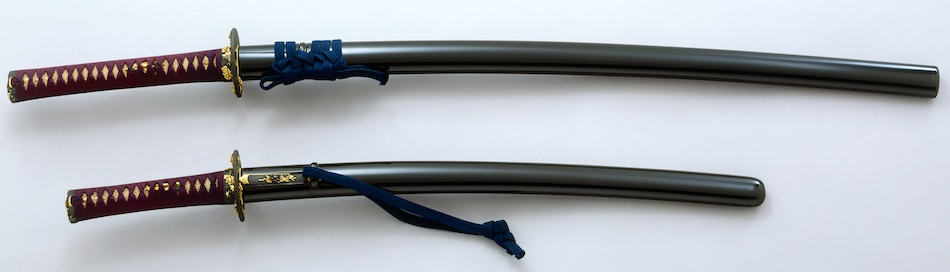
黒蝋色塗鞘大小拵、19世紀、東京富士美術館

基本的には前節で挙げた者が所持を許可されていたが、その他の者も長さ同程度以下の身の細い脇差の携行は制限されなかった(後述)。また、天和3年（1683年）までは、百姓・町人などでも刀を差すことができた。それ以降催事の際は刃挽きされ刃の付いていない刀や模擬刀、鉄刀（≒兜割）と呼ばれる打刀を模した捕具等を差すことが許可された。
ただしそれぞれの藩によって規制の内容は異なり、各藩ごとに規定がそれぞれ違う。たとえば薩摩藩では薩摩太刀（さつまたち）といわれる全長約115cm - 120cm程度の大太刀（野太刀）が多く使用された。その他にも大関や横綱など上位の力士は体格により見合った細太刀なものを、芸能・大道芸興行者、祭事及び催事の扮装役は見栄えの観点から2尺3寸を越える大脇差なものを差せるよう時代に見合った風紀上の判断により町奉行所など役所から帯刀許可が下りた。八王子千人同心は頑健で無骨な長さ2尺5寸 - 2尺6寸前後の打刀の帯刀が許可されていた。
また、百姓や町人でも江戸中期まで殆どの者が日常的に脇差を帯びていた。長脇差はやがて禁止されるが、それ以降も旅や年始の挨拶、結婚式や葬式の際に脇差を差していた。その為廃刀令では多くの平民の摘発事例が見受けられる。

## 現存する打刀の例

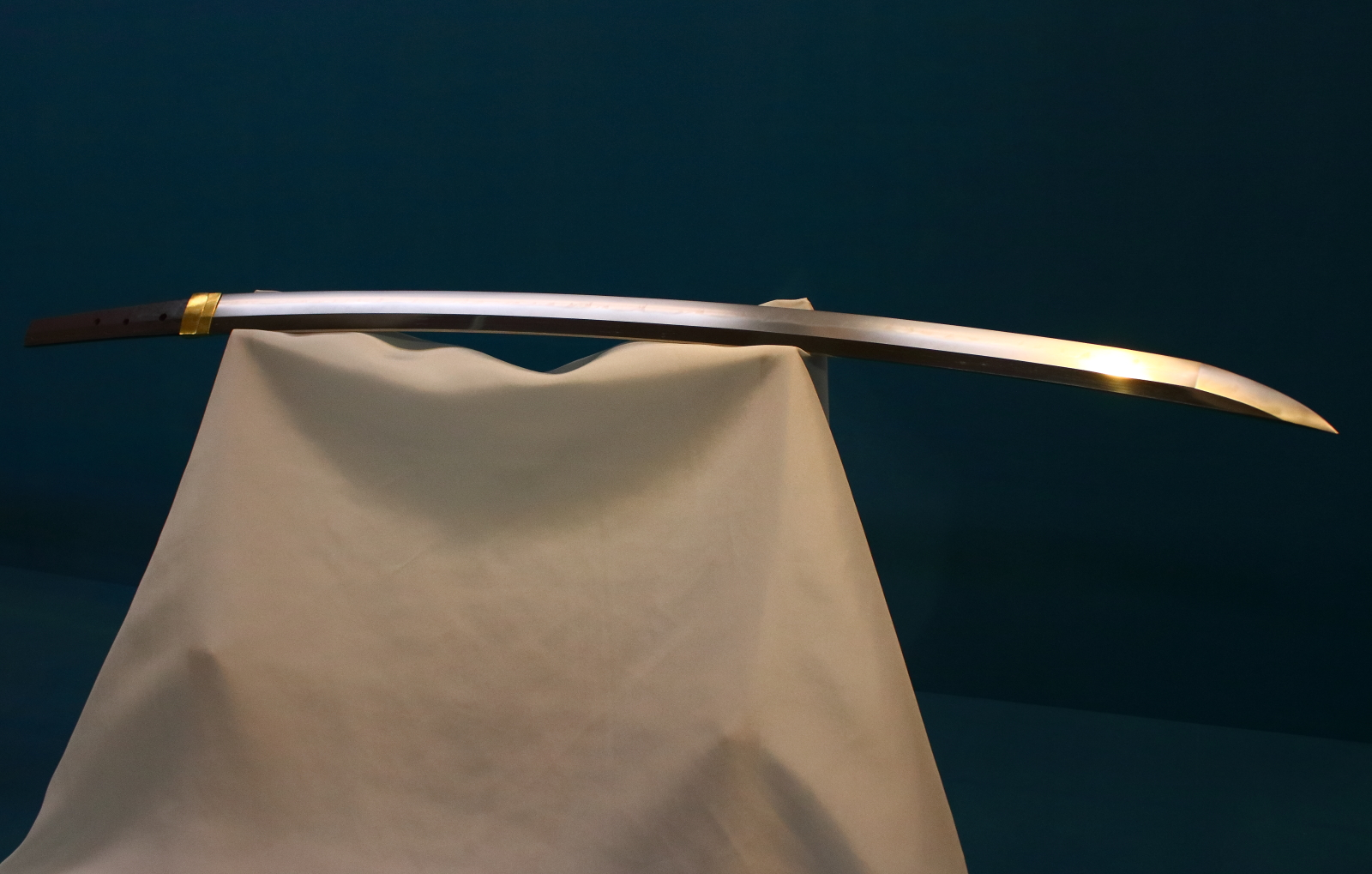
刀 無銘 伝元重、14世紀、南北朝時代

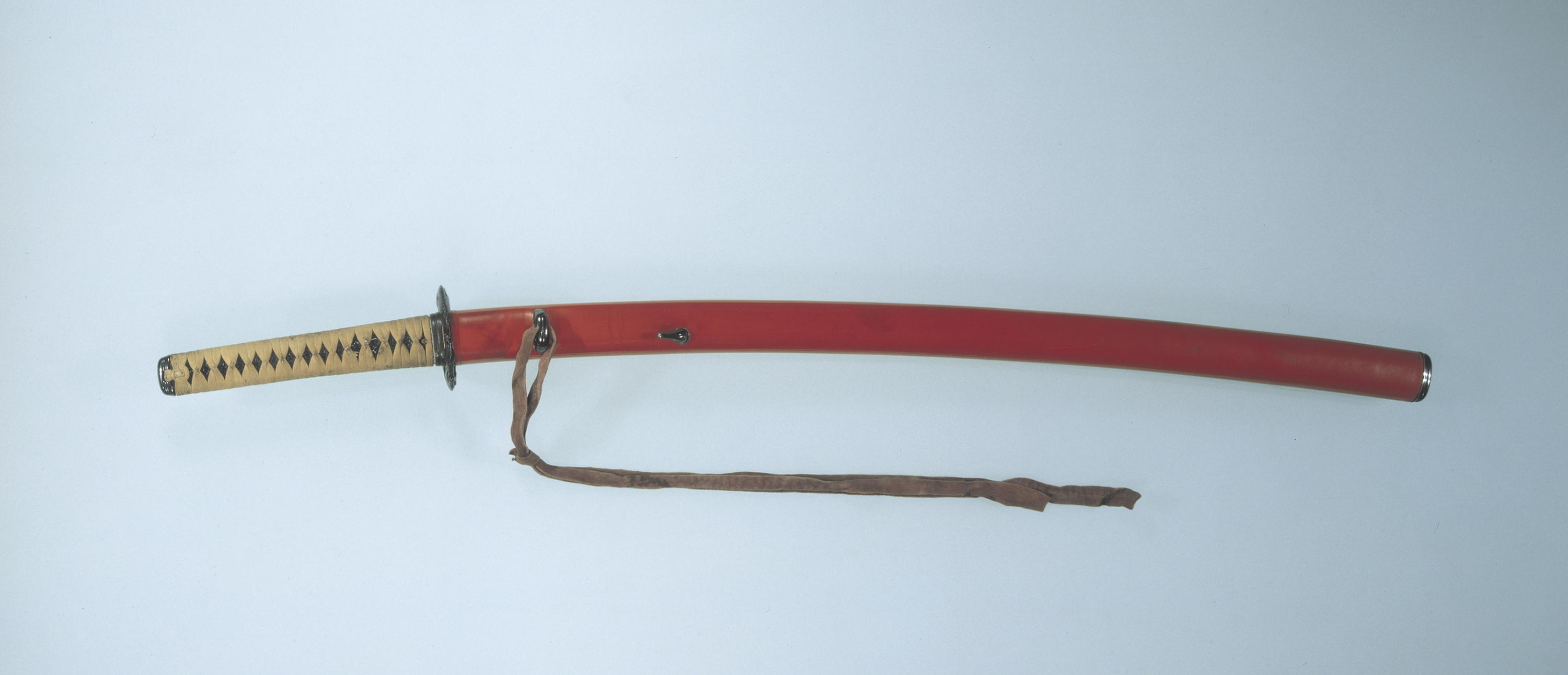
朱漆打刀拵、16世紀か17世紀、安土桃山か江戸時代

刀　無銘（伝元重）朱漆打刀拵（しゅうるしのうちがたなこしらえ）
徳川家康の次男である結城秀康の指料（さしりょう）として越前松平家に伝来したものである。刀身は14世紀の鎌倉時代末期から南北朝時代に活躍した備前国の長船派の元重の作と伝えられている。元重は同派の兼光や長義とは別系統の刀工と考えられている。元は太刀であったが後世に磨上げられて寸法が短くなり無銘となっている。刀と拵が共に重要文化財で東京国立博物館が所蔵する。刃長68.5cm。

## ギャラリー

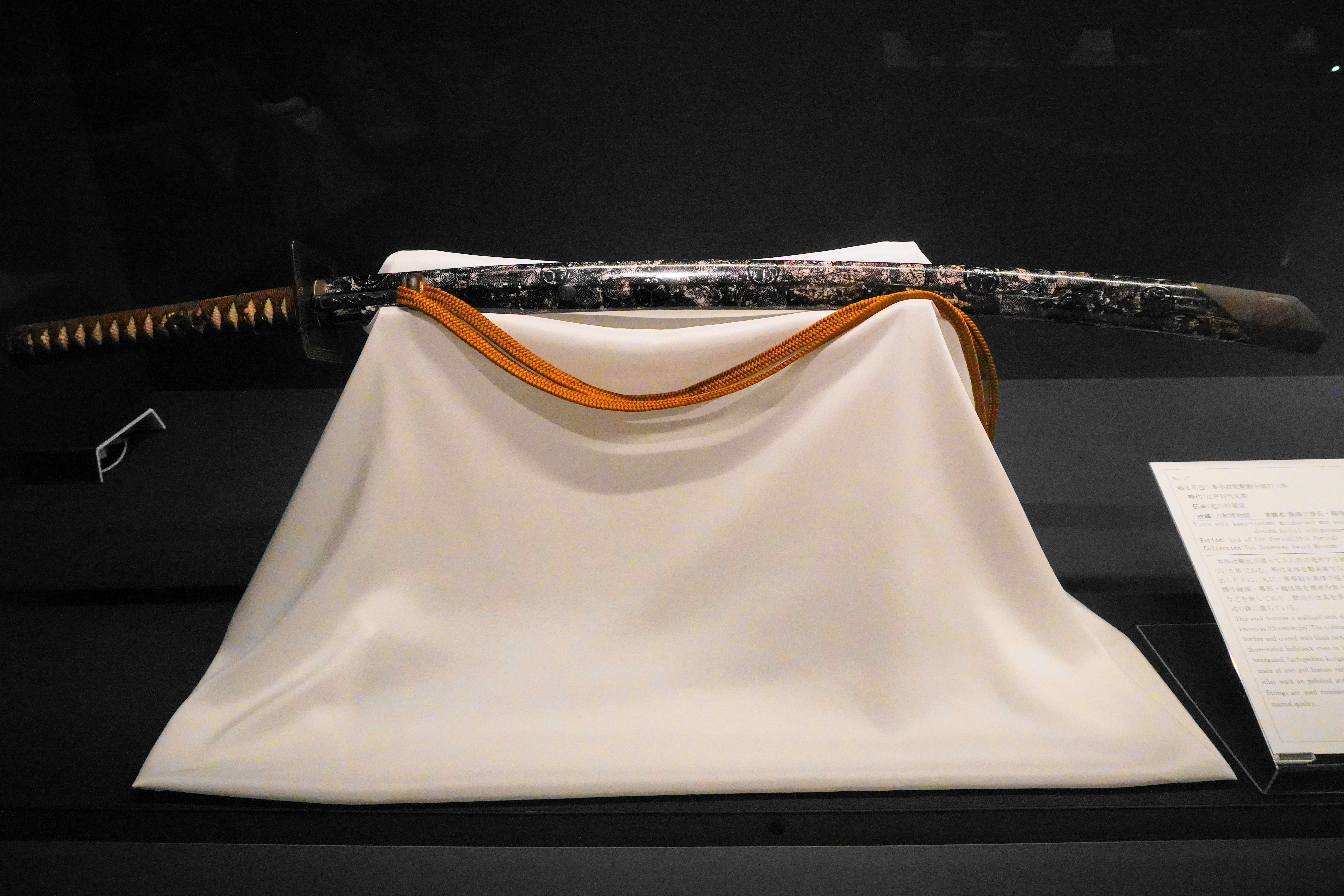
徳川将軍家伝来の刀 武蔵正宗（附）鶴足革包三葉葵紋散鞘殿中鐺打刀拵、江戸時代、刀剣博物館蔵
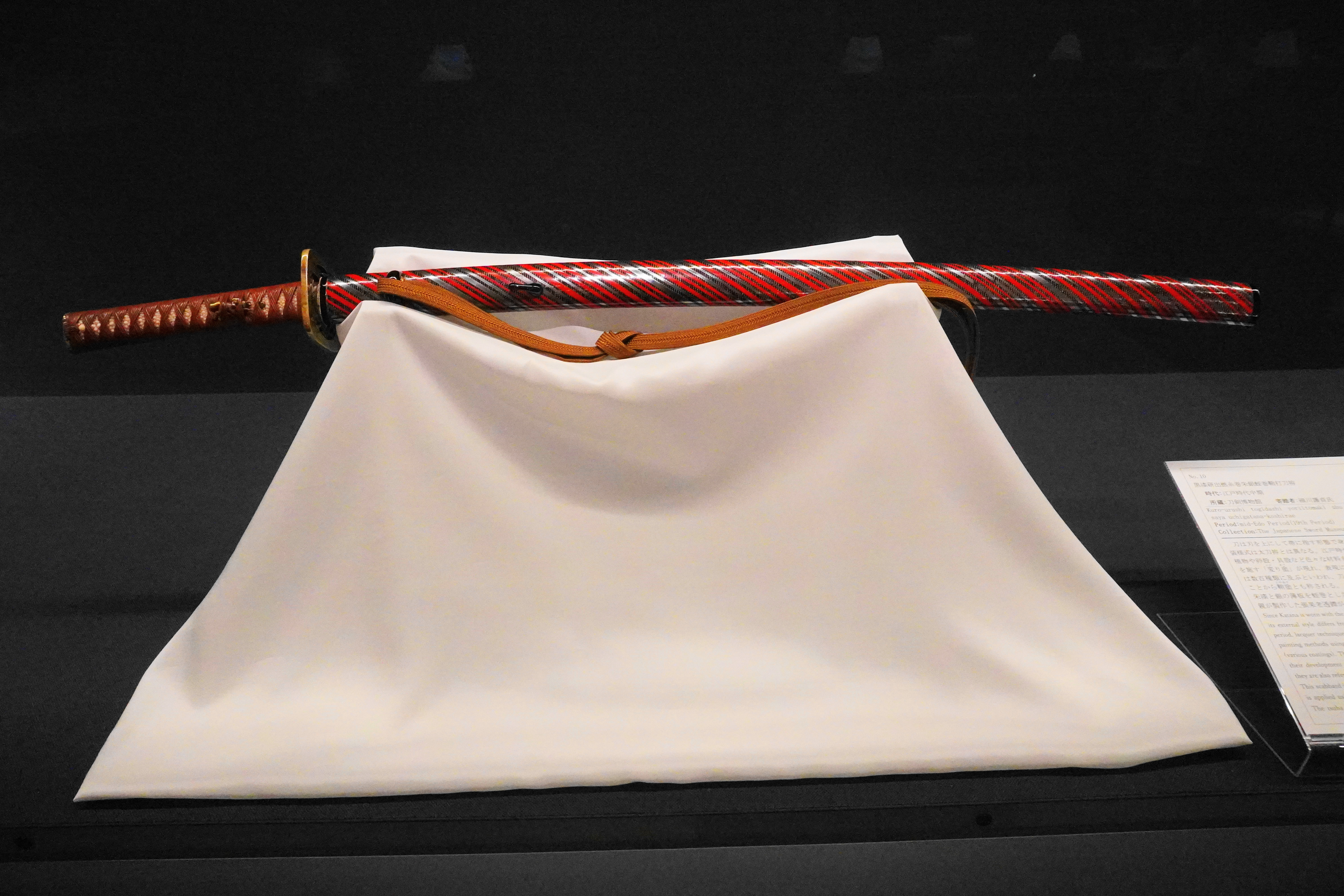
黒漆研出撚糸巻朱銀蛭巻鞘打刀拵、江戸時代、刀剣博物館蔵
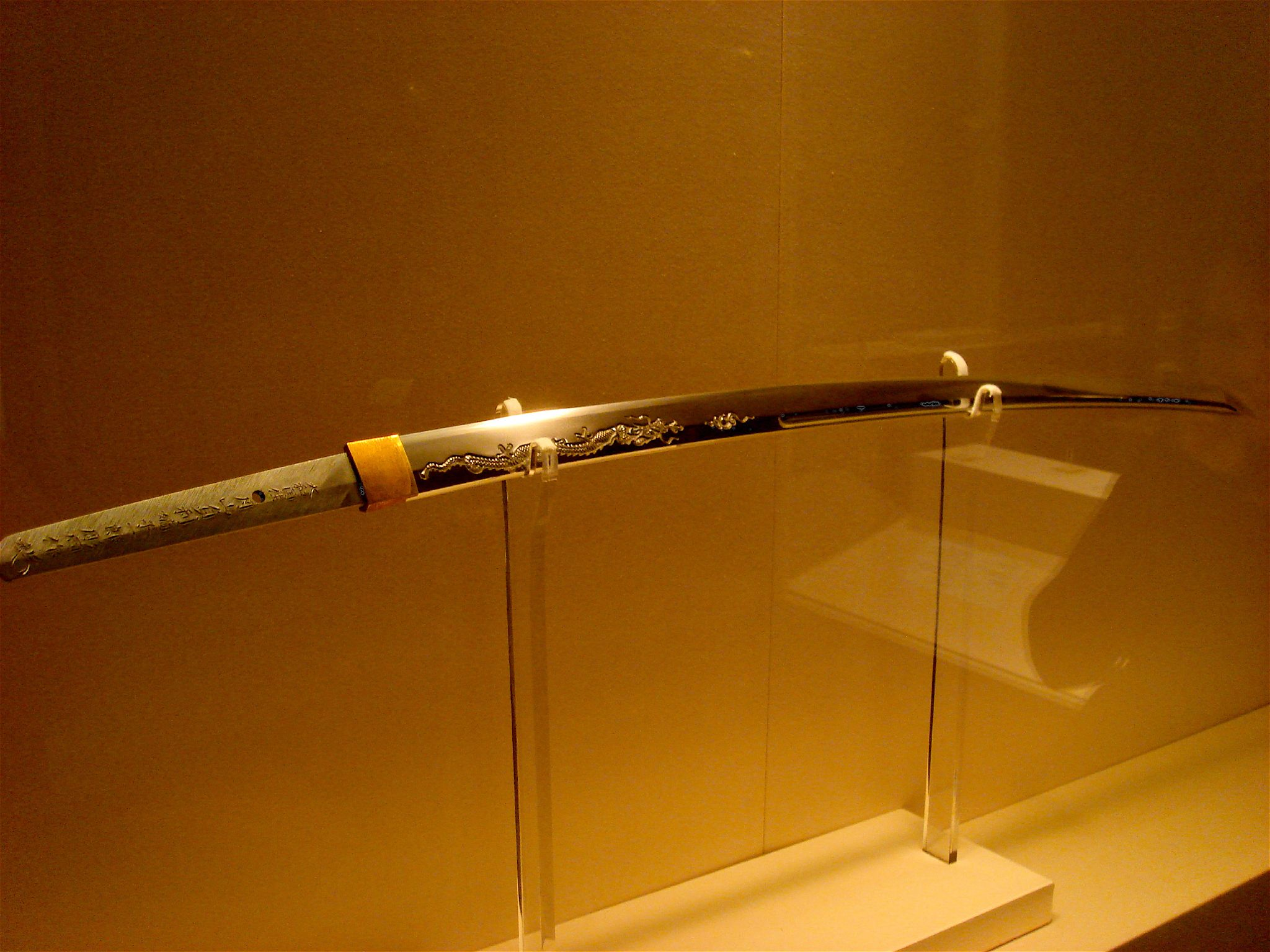
打刀の彫物
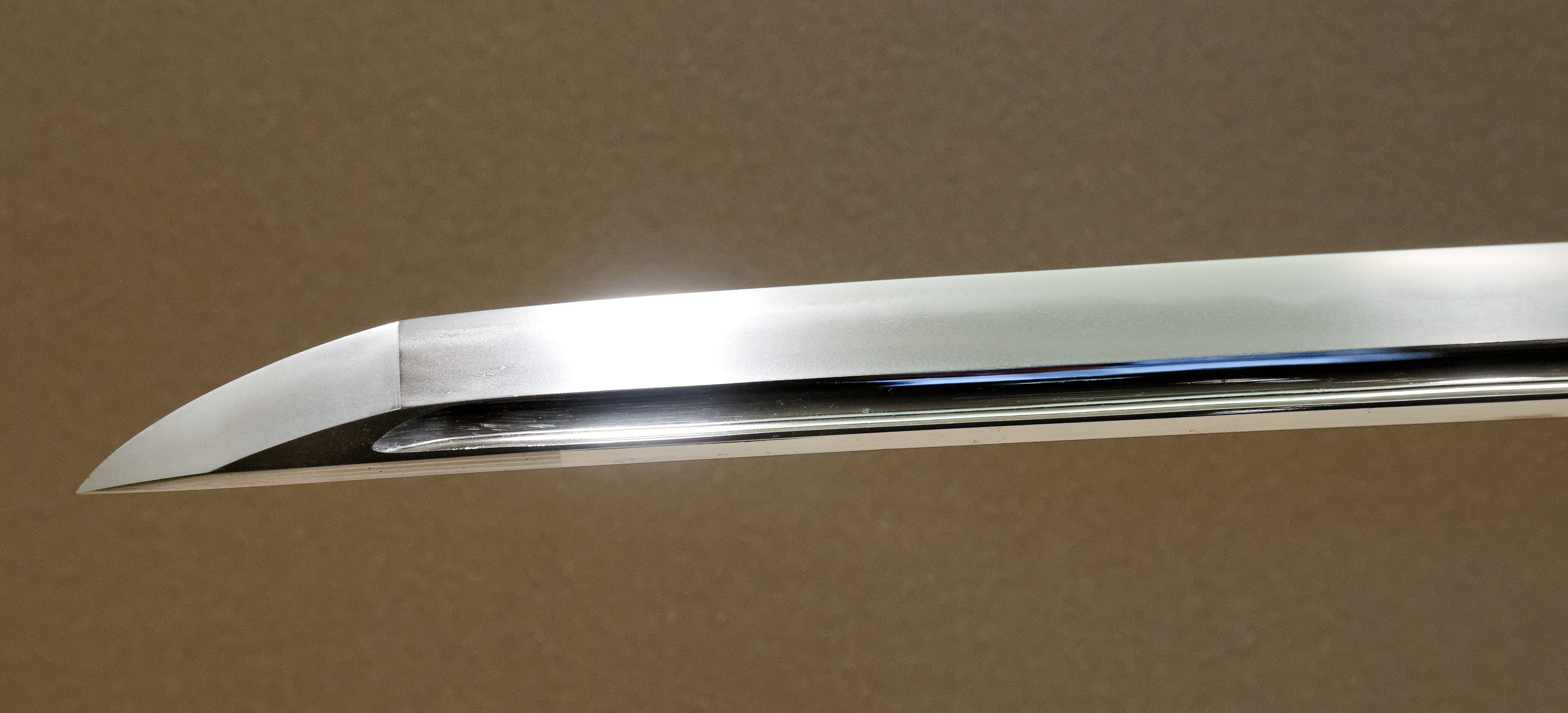
刃文 17世紀
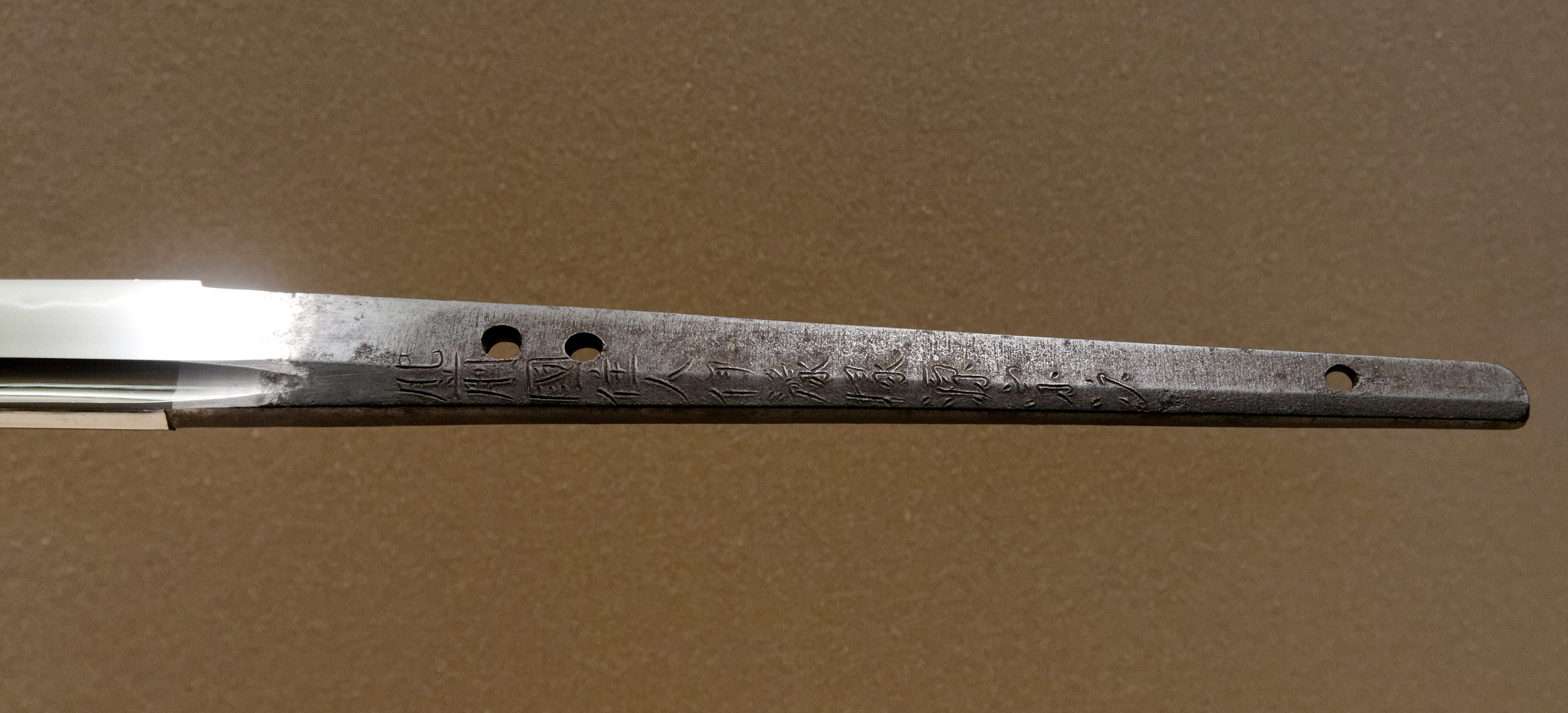
茎（なかご）17世紀
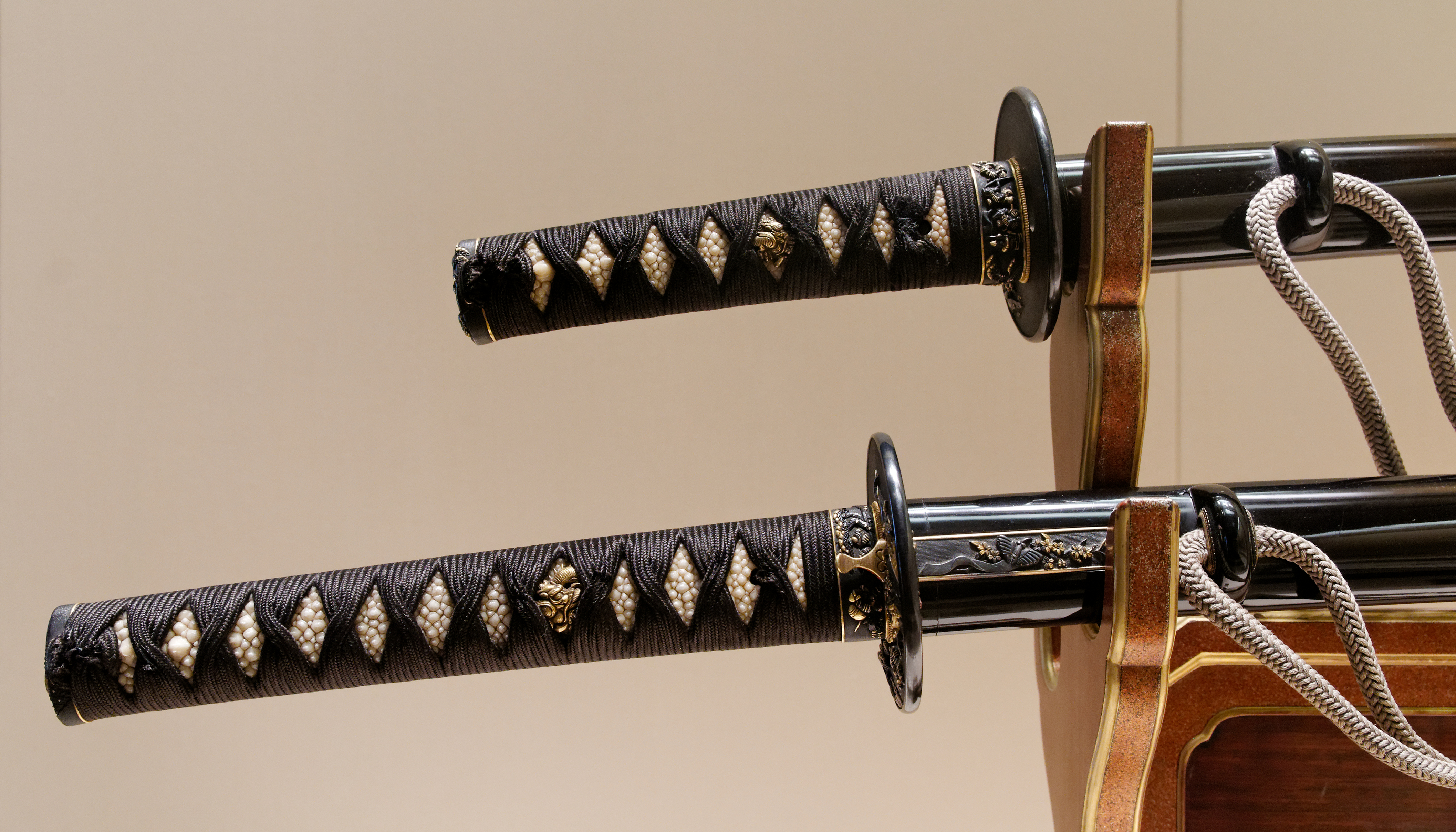
長い打刀と短い脇差の大小の拵えの柄の部分
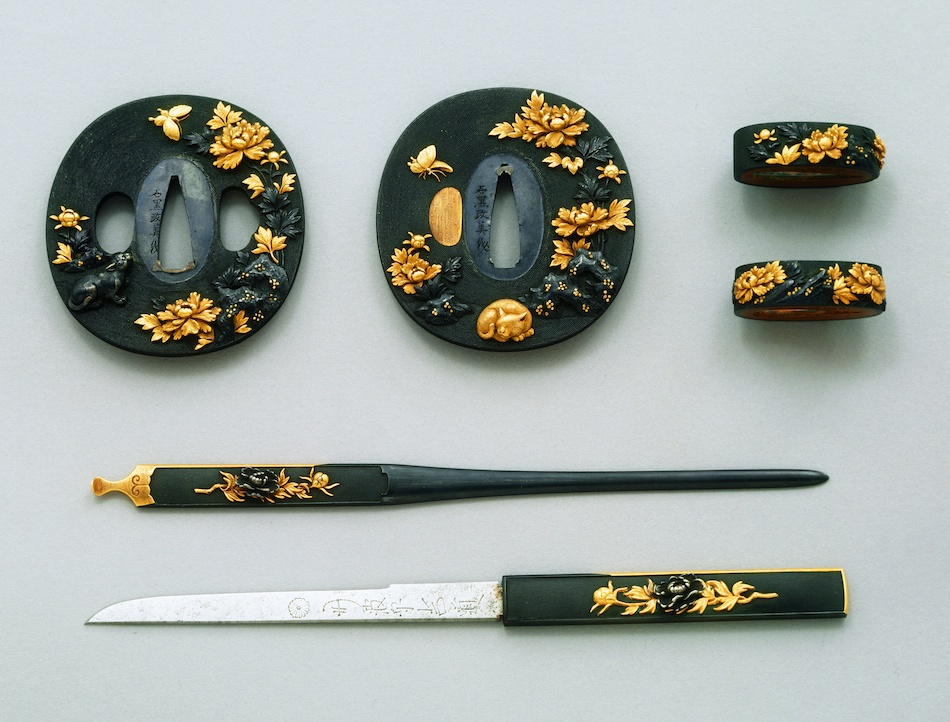
黒蝋色塗鞘大小拵［鐔、縁頭、目貫］銘　石黒政美作、18世紀か19世紀 ［小柄、笄］銘　柳川直政作、18世紀、江戸時代、東京富士美術館
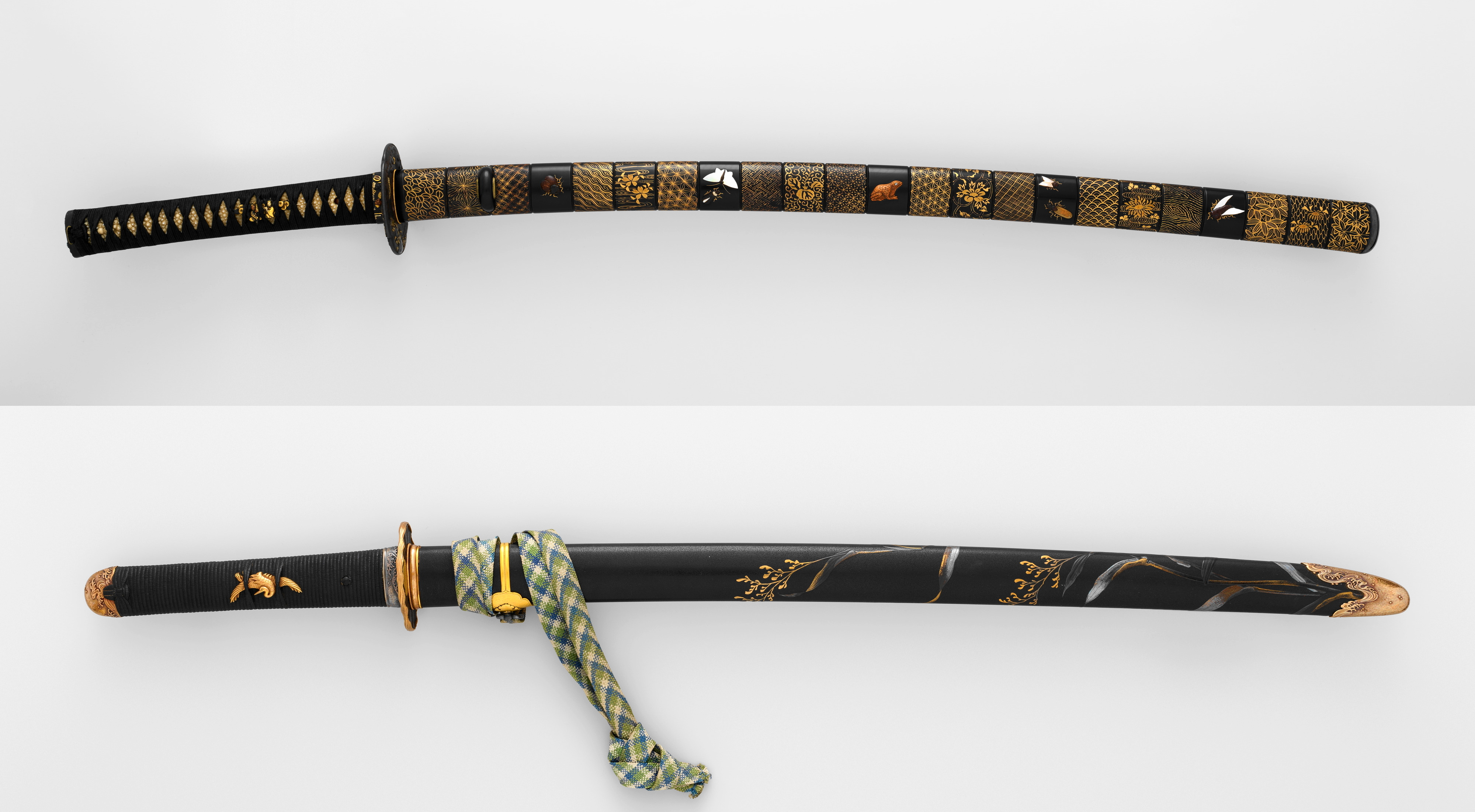
19世紀の明治時代に作られた蒔絵で装飾された打刀拵。上の作品は当時の最高度の漆工技法が使われている。下の作品の金工は高本秀宗の作。メトロポリタン美術館蔵